# Neurothemis tullia
Neurothemis tullia е вид водно конче от семейство Libellulidae. Видът не е застрашен от изчезване.

## Разпространение
Разпространен е в Бангладеш, Виетнам, Индия, Китай, Малайзия (Западна Малайзия), Мианмар, Непал, Провинции в КНР, Тайван, Тайланд, Хонконг и Шри Ланка.